# Bois-le-Roi, Seine-et-Marne
Bois-le-Roi är en kommun i departementet Seine-et-Marne i regionen Île-de-France i norra Frankrike. Kommunen ligger i kantonen Fontainebleau som tillhör arrondissementet Fontainebleau. År 2022 hade Bois-le-Roi 6 026 invånare. Orten ligger mellan Seines sydvästra strand och Fontainebleauskogen. Den svenska konstnären Carl Fredrik Hill målade flera av sina mest kända verk i Bois-le-Roi.

## Befolkningsutveckling
Antalet invånare i kommunen Bois-le-Roi
| Referens: INSEE |